# Scutelleridae
Famille
Les Scutelleridae sont une famille d'insectes du sous-ordre des Hétéroptères (punaises) et de la super-famille des Pentatomoidea.

## Description
Comme toutes les familles de Pentatomoidea, les Scutelleridae ont 5 segments antennaires, contre 4 chez les autres familles. Se sont d'assez grandes punaises, allant de 4,5 à 16,5 mm en France métropolitaine. Elles ont un aspect massif et caparaçonné dû au fait que leur scutellum recouvre entièrement leur abdomen et leurs ailes. Les deux paires d'ailes sont pliées de manière complexe sous le scutellum mais peuvent être déployer pour s'envoler. 
En France, ces punaises ont des couleurs mimétiques de leur environnement assez discrètes allant du beige au brun sombre. Mais dans le monde, certaines espèces sont à l'inverse très colorées et ont des couleurs aposématiques (rouge, jaune, noir).

## Répartition et habitat
Dans le monde cette famille est représenté par 80 genres et environ 500 espèces. En France, ce sont seulement 7 genres et 21 espèces qui colonisent le territoire.
Ce sont des espèces terrestres, vivant la plupart du temps dans la strate herbacée, ou au sol à proximité de leur plante-hôte, selon les espèces. La “carapace” de leur corps les rend résistantes aux déperditions d’eau et ce sont donc des punaises particulièrement bien adaptées aux milieux chauds et secs dans lesquels on les retrouve souvent.

## Écologie
Elles sont phytophages strictes et se nourrissent des graines, qu'elles piquent de leur rostre. La plupart des espèces françaises ont une forte exigence sur les familles, voir espèces de plantes dont elles se nourrissent.
Des soins maternels ont été observés chez les genres néo-tropicaux Agonosoma, Pachycoris et les genres orientaux Tectocoris et Cantao.

## Historique et dénomination
La famille a été décrite par l’entomologiste britannique William Elford Leach, en 1815.

## Taxinomie
Cette famille est répartie en 8 sous-familles, soit plus de 80 genres :
- Elvisurinae
- Eurygastrinae Amyot & Audinet-Serville, 1843 
  - Euptychodera
  - Eurygaster Laporte de Castelnau, 1833
  - Fokkeria
  - Phimodera
  - Vanduzeeina
- Hoteinae
- Odontotarsinae Mulsant & Rey, 1865
- Pachycorinae Amyot & Audinet-Serville, 1843 
  - Acantholomidea
  - Camirus
  - Diolcus
  - Homaemus
  - Orsilochides
  - Pachycoris
  - Sphyrocoris
  - Stethaulax
  - Symphylus
  - Tetyra
- ScutellerinaeLeach, 1815 
  - Augocoris
- Tectocorinae McDonald & Cassis, 1984

Selon Catalogue of Life (5 octobre 2019) :
- genre Acantholomidea
- genre Augocoris
- genre Camirus
- genre Diolcus
- genre Euptychodera
- genre Eurygaster
- genre Fokkeria
- genre Homaemus
- genre Orsilochides
- genre Pachycoris
- genre Phimodera
- genre Sphyrocoris
- genre Stethaulax
- genre Symphylus
- genre Tetyra
- genre Vanduzeeina